# 島津宗信
島津宗信（日语：／ Shimazu Munenobu，1728年7月19日—1749年8月22日），日本江戶時代中期大名，薩摩藩第六代藩主。
島津宗信幼名益之助、又三郎，是第五代藩主島津繼豐的長子，母親為側室於嘉久（澀谷氏）。初名忠顯，後接受將軍德川吉宗的偏諱，改名宗信。他自幼才華橫溢，父親繼豐對他充滿了期望，讓以仁德而知名的伊集院仁右衛門教育他。1746年（延享3年），繼豐隱居，由他繼任家督之位。1749年（寬延2年），他前往江戶，因夏季旅途艱難，他在途中得了水腫。回到薩摩藩後症狀惡化，不久就去世了。
島津宗信與德川宗勝的長女房姬訂有婚約，但尚未成婚就宗信去世了，因而無嗣。弟重年繼位。
| 島津宗信        |                                    |                 |
| 前任： 島津繼豐 | 島津氏第二十三代當主 1746年—1749年 | 繼任： 島津重年 |
| 前任： 島津繼豐 | 薩摩藩第六代藩主 1746年—1749年     | 繼任： 島津重年 |